# ドクナーズ・ジャパン
株式会社ドクナーズ・ジャパン（株式会社DOCNARS JAPAN）は映像・動画制作・ドローン撮影・保守点検、ナレーター業務を行う会社である。
「ドクナーズ（DOCNARS）」とは、事業の3本柱であるDORON（ドローン）、CREATIVE（クリエイティブ）、NARRATOR（ナレーター）の頭文字を取ったものである。ドローンという最新機材を持ち、撮影・演出、編集、さらにはナレーション入れまで一貫して自社で行えることが特徴である。また、「ジャパン（JAPAN）」は、当時平昌オリンピックで日本勢が活躍していたことからジャパンを付けた方が良いと付け加えられた。

## 事業内容
- Web-CM 映像・動画コンテンツの企画、制作、演出、撮影、編集業務
- ドローンによる撮影、保守・点検、災害状況の調査業務
- ドローンパイロットの育成、企業コンサルティング業務
- ナレーターの育成、マネージメント業務
- イベントの企画、運営、キャスティング業務
- 広告代理店業務

## 沿革
- 2012年（平成24年）10月 - 株式会社ウエ・テインメントとして設立。
- 2018年（平成30年）
  - 04月 - ドローン事業を取り入れ社名を株式会社ドクナーズ・ジャパンに改称。
  - 12月 - 飛鳥交通の傘下に入る。

## ナレーター・MC
女性（ナレーター）
- 森沢幸
- エリ林
- なかむら
- 武田久美子
- 増田香
- 川島美佳
- 宮崎康代

女性（ナレーター・MC）
- 喜多村明子
- 小川はるか

男性（ナレーター）
- ケイ・グラント（業務提携）
- 岸野嘉正
- 松木伸仁
- 加山真司
- 藤原ひであき